# Elena Ferré Toldrà
Elena Ferré Toldrà   (Lleida, 1993) és una jurista i política catalana.

## Carrera
Es va graduar en Dret per la Universitat de Lleida i va estudiar un màster en Estudis de Gènere i Gestió de Polítiques d'Igualtat. El 2015, durant l'etapa formativa, va representar la UDL en la XI Lliga de debat de la Xarxa Vives d'Universitats juntament amb dos companys del grau. En acabat, va fer pràctiques en l'àmbit jurídic a la Diputació de Barcelona i va exercir d'assessora legal a empreses privades, sobretot pel que fa a la protecció de dades i la prevenció del blanqueig de diners. A més, al llarg de la seva trajectòria laboral ha treballat en defensa dels drets de les dones i de les persones vulnerables, tant en bufets d'advocats com en consultores legals. Actualment, és tècnica de la Direcció General per a l'Erradicació de les Violències Masclistes, que depèn del Departament d'Igualtat i Feminismes de la Generalitat de Catalunya, i combina la carrera jurídica amb l'activitat política.
Va tenir el càrrec de paera de Lleida pel Comú de Lleida entre el 2019 i el 2023, havent estat elegida en les eleccions municipals de 2019 com a segona candidata del partit. Hi era regidora de Participació, Contractació i Lluita contra la Corrupció. També era la portaveu del Comú. Tot seguit, va ser la número 4 de la formació per a les eleccions al Parlament de Catalunya de 2021, però no va obtenir-hi escó. El 2023, va ser la primera postulant de la llista de Sumar-En Comú Podem de la circumscripció de Lleida en les eleccions a les Corts espanyoles, en les quals tampoc va reeixir a assumir el càrrec pretès. En aquell moment era diputada a la Diputació de Lleida d'ECP. El 2024, va succeir Jaume Moya com a cap de llista de la coalició Comuns-Sumar per a la demarcació lleidatana en les eleccions al Parlament de Catalunya.

## Ideologia
És partidària de la independència de Catalunya i s'oposa al centralisme català. Considera que s'ha d'actuar institucionalment contra la prostitució, en tant que forma de maltractament. Forma part de diverses organitzacions, com ara la Plataforma per la Llengua, el Banc de Temps de Lleida i el Grup Feminista de Ponent.